# Veletržní pohár 1966/1967
Sezóna 1966/67 Veletržního poháru byla 9. ročníkem tohoto poháru. Vítězem se stal tým NK Dinamo Záhřeb.
Byla změněna pravidla. Pokud bylo po dvou zápasech sečtené skóre stejné, rozhodovalo pravidlo venkovních gólů, případně prodloužení a hod mincí.

## První kolo
| Tým #1             | Celk.    | Tým #2                   | 1. zápas | 2. zápas       |
| ------------------ | -------- | ------------------------ | -------- | -------------- |
| Drumcondra FC      | 1 – 8    | Eintracht Frankfurt      | 0 – 2    | 1 – 6          |
| OGC Nice           | 3 – 4    | Örgryte IS               | 2 – 2    | 1 – 2          |
| Olimpija Ljubljana | 3 – 6    | Ferencvárosi TC          | 3 – 3    | 0 – 3          |
| VfB Stuttgart      | 1 – 3    | Burnley FC               | 1 – 1    | 0 – 2          |
| Wiener Sport-Club  | 2 – 5    | SSC Neapol               | 1 – 2    | 1 – 3          |
| Aris Soluň         | 0 – 7    | Juventus FC              | 0 – 2    | 0 – 5          |
| FC Argeș Pitești   | 4 – 2    | Sevilla FC               | 2 – 0    | 2 – 2          |
| SK Frigg           | 2 – 6    | Dunfermline Athletic FC  | 1 – 3    | 1 – 3          |
| Spartak ZJŠ Brno   | 2 – 2(h) | NK Dinamo Záhřeb         | 2 – 0    | 0 – 2 (prodl.) |
| Göztepe SK         | 2 – 5    | Bologna                  | 1 – 2    | 1 – 3          |
| DOS Utrecht        | 4 – 3    | FC Basel 1893            | 2 – 1    | 2 – 2          |
| 1. FC Norimberk    | 1 – 4    | Valencia CF              | 1 – 2    | 0 – 2          |
| FK Crvena zvezda   | 5 – 2    | Athletic Bilbao          | 5 – 0    | 0 – 2          |
| Djurgårdens IF     | 2 – 5    | 1. FC Lokomotive Leipzig | 1 – 3    | 1 – 2          |
| US Luxembourg      | 0 – 2    | Royal Antwerp FC         | 0 – 1    | 0 – 1          |
| FC Porto           | 3 – 3(h) | FC Girondins de Bordeaux | 2 – 1    | 1 – 2 (prodl.) |

## Druhé kolo
| Tým #1                   | Celk.    | Tým #2                   | 1. zápas | 2. zápas |
| ------------------------ | -------- | ------------------------ | -------- | -------- |
| Eintracht Frankfurt      | 7 – 3    | Hvidovre IF              | 5 – 1    | 2 – 2    |
| Örgryte IS               | 1 – 7    | Ferencvárosi TC          | 0 – 0    | 1 – 7    |
| FC Lausanne-Sport        | 1 – 8    | Burnley FC               | 1 – 3    | 0 – 5    |
| B 1909                   | 2 – 6    | SSC Neapol               | 1 – 4    | 1 – 2    |
| Juventus FC              | 5 – 1    | Vitória FC               | 3 – 1    | 2 – 0    |
| FC Barcelona             | 1 – 4    | Dundee United FC         | 1 – 2    | 0 – 2    |
| Toulouse FC              | 4 – 5    | FC Argeș Pitești         | 3 – 0    | 1 – 5    |
| Dunfermline Athletic FC  | 4 – 4(v) | NK Dinamo Záhřeb         | 4 – 2    | 0 – 2    |
| AC Sparta Praha          | 3 – 4    | Bologna                  | 2 – 2    | 1 – 2    |
| DOS Utrecht              | 3 – 6    | West Bromwich Albion FC  | 1 – 1    | 2 – 5    |
| DWS                      | 2 – 8    | Leeds United FC          | 1 – 3    | 1 – 5    |
| Valencia CF              | 3 – 1    | FK Crvena zvezda         | 1 – 0    | 2 – 1    |
| 1. FC Lokomotive Leipzig | 2 – 1    | RFC de Liège             | 0 – 0    | 2 – 1    |
| FC Spartak Plovdiv       | 1 – 4    | SL Benfica               | 1 – 1    | 0 – 3    |
| Royal Antwerp FC         | 2 – 8    | Kilmarnock FC            | 0 – 1    | 2 – 7    |
| KAA Gent                 | 1 – 0    | FC Girondins de Bordeaux | 1 – 0    | 0 – 0    |

## Třetí kolo
| Tým #1                   | Celk. | Tým #2                  | 1. zápas | 2. zápas      |
| ------------------------ | ----- | ----------------------- | -------- | ------------- |
| Eintracht Frankfurt      | 5 – 3 | Ferencvárosi TC         | 4 – 1    | 1 – 2         |
| Burnley FC               | 3 – 0 | SSC Neapol              | 3 – 0    | 0 – 0         |
| Juventus FC              | 3 – 1 | Dundee United FC        | 3 – 0    | 0 – 1         |
| FC Argeș Pitești         | 0 – 1 | NK Dinamo Záhřeb        | 0 – 1    | 0 – 0         |
| Bologna                  | 6 – 1 | West Bromwich Albion FC | 3 – 0    | 3 – 1         |
| Leeds United FC          | 3 – 1 | Valencia CF             | 1 – 1    | 2 – 0         |
| 1. FC Lokomotive Leipzig | 4 – 3 | SL Benfica              | 3 – 1    | 1 – 2         |
| Kilmarnock FC            | 3 – 1 | KAA Gent                | 1 – 0    | 2 – 1(prodl.) |

## Čtvrtfinále
| Tým #1                   | Celk.    | Tým #2           | 1. zápas | 2. zápas      |
| ------------------------ | -------- | ---------------- | -------- | ------------- |
| Eintracht Frankfurt      | 3 – 2    | Burnley FC       | 1 – 1    | 2 – 1         |
| Juventus FC              | 2 – 5    | NK Dinamo Záhřeb | 2 – 2    | 0 – 3         |
| Bologna                  | 1 – 1(h) | Leeds United FC  | 1 – 0    | 0 – 1(prodl.) |
| 1. FC Lokomotive Leipzig | 1 – 2    | Kilmarnock FC    | 1 – 0    | 0 – 2         |

## Semifinále
| Tým #1              | Celk. | Tým #2           | 1. zápas | 2. zápas      |
| ------------------- | ----- | ---------------- | -------- | ------------- |
| Eintracht Frankfurt | 3 – 4 | NK Dinamo Záhřeb | 3 – 0    | 0 – 4(prodl.) |
| Leeds United FC     | 4 – 2 | Kilmarnock FC    | 4 – 2    | 0 – 0         |

## Finále
| Tým #1           | Celk. | Tým #2          | 1. zápas | 2. zápas |
| ---------------- | ----- | --------------- | -------- | -------- |
| NK Dinamo Záhřeb | 2 – 0 | Leeds United FC | 2 – 0    | 0 – 0    |

## Vítěz
| Veletržní pohár 1966/67 NK Dinamo Záhřeb |